# Бруклин Ли
Бруклин Ли (англ. Brooklyn Lee; род. 1 июня 1989 года) — американская порноактриса.

## Биография
Имеет пуэрто-риканские и шведские корни. Родом из Огайо, Ли в детстве успела пожить на Пуэрто-Рико, в Кентукки, Нью-Йорке, Пенсильвании и Канаде.
Начала танцевать стриптиз в клубе Бостона в возрасте 18 лет. Она переехала из Нью-Йорка в Лос-Анджелес, чтобы войти в порноиндустрию. Первоначально она подписала контракт с LA Direct Models в качестве новичка для представления в 2010 году. Члены оригинального состава фильма Месть полудурков одобрил её роль в порнографической пародии. В ноябре 2011 года она подписала контракт с агентством Spieglergirls об эксклюзивном представительстве.
В 2010 году Ли появилась в клипе Пинк на песню Raise Your Glass вместе с тремя другими моделями LA Direct Models. В клипе они показаны сидящими с завязанными глазами, и их доят, чтобы получить молоко для кормления телёнка. Ли также можно увидеть в сцене, где она испускает лепестки роз изо рта в воздух.
Снялась, наряду с 15 другими порноактрисами, в документальном фильме 2013 года «Откровения лучших порномоделей».
По данным на 2023 год снялась в 342 порнофильмах, сценах и компиляциях.
1 мая 2013 года объявила об уходе из порноиндустрии. Своё решение мотивировала желанием сосредоточиться на учёбе и серьёзными отношениями с молодым человеком. Её аккаунты в Twitter и Tumblr были удалены, и она больше не присутствует в социальных сетях. Впрочем, она продолжает спорадическую порнографическую карьеру.

## Премии и номинации
- 2012 AVN Award — Лучшая новая старлетка[8]
- 2012 AVN Award — «лучшая групповая лесбийская сцена» в Cherry 2[8]
- 2012 AVN Award — «самая скандальная сцена секса» в American Cocksucking Sluts[8]
- 2012 AVN Award — «лучшая сцена орального секса» в American Cocksucking Sluts[8]
- 2012 AVN Award — «лучшая сцена с зарубежными актёрами» в Mission Asspossible[8]
- 2012 XRCO Award — Orgasmic Oralist
- 2012 TLA Raw Award — лучшая дебютантка
- 2013 XBIZ Award — Лучшая исполнительница года[9]
- 2013 AVN Award — «лучшая сцена анального секса» — Oil Overload 7 (вместе с Мануэлем Феррара)[10]